# Denemarken op het Eurovisiesongfestival 1963
Denemarken nam deel aan het Eurovisiesongfestival 1963 in Londen, het Verenigd Koninkrijk. Het was de zevende deelname van het land aan het Eurovisiesongfestival.

## Selectieprocedure
DR was verantwoordelijk voor de Deense bijdrage voor de editie van 1963. De selectie verliep via de jaarlijkse Dansk Melodi Grand Prix. Deze nationale voorronde werd gehouden op 24 februari 1963 in Kopenhagen en gepresenteerd door Marianne Birkelund. Er werd gestemd via een jury van 10 personen die één, twee en drie punten te verdelen hadden. De winnaar van deze editie was het echtpaar Grethe & Jørgen Ingmann met het lied Dansevise.

#### Uitslag
| Plaats | Artiest                 | Lied                        |
| ------ | ----------------------- | --------------------------- |
| 1      | Grethe & Jørgen Ingmann | Dansevise                   |
| 2      | Bjørn Tidmand           | Amiga mia                   |
| 3      | Birthe Wilke            | Pourquoi                    |
| 4      | Gitte Hænning           | Lille sarte kvinde          |
| 5      | Dario Campeotto         | Kære du                     |
| 6      | Melody Mixers           | Harlekin og Colmbine        |
| 7      | Grethe Sønck            | Verden er en gammal bekendt |
| 8      | Preben Marth            | Abstrakt                    |

## In Londen
Op het Eurovisiesongfestival van 1963 trad Denemarken als achtste van de zestien landen aan, voorafgegaan door Finland en gevolgd door Joegoslavië. Bij de puntentelling werd samen met Zwitserland gestreden om de eerste plaats, waarbij Zwitserland uiteindelijk leek te gaan winnen. Er ging echter iets mis toen de punten vanuit Noorwegen aan de beurt waren. De woordvoerder van de Noorse jury vermeldde de punten niet in de juiste volgorde, waardoor de presentatrice van die avond, Katie Boyle, in de war raakte. Na enig onbegrip over en weer, werd besloten de Noorse punten uit te stellen en eerst de overige landen te laten stemmen. Noorwegen kwam vervolgens als laatste land aan de beurt. Verbazend genoeg bleek de puntenverdeling van de Noren nu echter heel anders te zijn. Koploper Zwitserland, dat een voorsprong van 2 punten verdedigde op Denemarken, kreeg van Noorwegen nu slechts één punt, terwijl dat er eerder nog drie waren. Denemarken, dat eerder twee Noorse punten kreeg, mocht er nu vier ontvangen. Tot woede van de Zwitsers won Denemarken hiermee het songfestival. Pas later werd uitgelegd dat de Noorse jury tijdens de eerste stempoging nog druk bezig was om de punten van alle juryleden te verzamelen en de toen overhaast gegeven uitslag slechts een tussenstand betrof. Door de EBU werd bevestigd dat de in tweede instantie gegeven punten de geldige waren, waarmee de Deense zege legitiem werd verklaard. Het was de allereerste songfestivalzege voor Denemarken en ook de eerste keer dat het festival gewonnen werd door een duo.
1957 · 1958 · 1959 · 1960 · 1961 · 1962 · 1963 · 1964 · 1965 · 1966 · 1967-1977 · 1978 · 1979 · 1980 · 1981 · 1982 · 1983 · 1984 · 1985 · 1986 · 1987 · 1988 · 1989 · 1990 · 1991 · 1992 · 1993 · 1994 · 1995 · 1996 · 1997 · 1998 · 1999 · 2000 · 2001 · 2002 · 2003 · 2004 · 2005 · 2006 · 2007 · 2008 · 2009 · 2010 · 2011 · 2012 · 2013 · 2014 · 2015 · 2016 · 2017 · 2018 · 2019 · 2020 · 2021 · 2022 · 2023 · 2024 · 2025